# Gruppo Esplorazione Aeromarittima
Il Gruppo Esplorazione Aeromarittima della Guardia di Finanza, in acronimo GEA, ha sede presso l'Aeroporto militare Mario de Bernardi di Pratica di Mare, Pomezia (RM) ed è una delle componenti di proiezione del Comando operativo aeronavale della Guardia di Finanza..
È l'unico reparto di volo del Corpo dotato di aeroplani e non di elicotteri, e rappresenta l'eccellenza della componente alturiera della Guardia di Finanza, testimonianza tangibile dell'evoluzione tecnico operativa raggiunta dal servizio aereo a partire dagli anni cinquanta.
Insieme ai Gruppi aeronavali della Guardia di Finanza forma la componente alturiera della Fiamme gialle.

## Lo stemma
Lo stemma del Gruppo esplorazione aeromarittima, ispirato ai più celebri e antichi reparti di volo delle forze armate nazionali e straniere che operano sul mare, rappresenta allegoricamente la lotta tra la componente ad ala fissa della Guardia di Finanza (il grifone) e l'organizzazione criminale che opera illecitamente via mare (l'idra). Il sole, con i suoi vistosi raggi gialli, indica invece il sopravvento della luce sull'oscurità andando a simboleggiare, quindi, la vittoria delle forze del bene su quelle del male.

## Il motto
“Con il rostro e con l'artiglio!” è il motto del Gruppo esplorazione aeromarittima. Il riferimento è sempre riconducibile al grifone, figura mitologica alata che da sempre identifica il corpo della Guardia di Finanza. È un incitamento a lottare con tutti i mezzi contro l'illegalità attraverso le infallibili armi rappresentate dal rostro (dal latino “rostrum” ovvero il becco del grifone) e l'artiglio del rapace.

## La storia
La Guardia di Finanza ha introdotto il mezzo aereo nel dispositivo operativo di contrasto ai traffici illeciti via mare a partire dagli anni cinquanta.
Le sempre più pressanti e diversificate esigenze operative nel contrasto ai traffici illeciti conducono all'istituzione di una componente d'altura ed all'acquisizione di una componente aerea ad “ala fissa” da dedicare al pattugliamento marittimo.
Nasce così, il 1º agosto 1991, il II Gruppo aereo del centro aviazione, agli ordini del Ten.Col. Antonino Sarica, primo comandante del reparto.
Con l'immissione in servizio dei primi velivoli P166DL3, il Gruppo inizia così a scrivere la sua storia nella lotta alla criminalità organizzata. L'arrivo dell'ATR 42, datato 1996, permette al Reparto di ampliare il proprio raggio d'azione, che viene così ad assumere una connotazione internazionale.
Il 1º gennaio del 2000 nasce il “Gruppo esplorazione aeromarittima”, che ad oggi è prossimo al traguardo delle 50.000 ore di volo.
Ore di volo operative, caratterizzate da importantissimi risultati di polizia, che hanno permesso alla Guardia di Finanza il sequestro di migliaia di chili di sostanze stupefacenti e tabacchi di contrabbando, l'avvistamento ed il soccorso di centinaia di natanti carichi di migranti, il controllo del territorio ai fini delle attività di polizia economico-finanziaria, nonché la repressione di fenomeni di inquinamento del mare.
Nel febbraio del 2007 si amplia il parco aereo del Gruppo esplorazione aeromarittima con l'arrivo del Piaggio P-180, destinato ai collegamenti ed ai trasporti tattico-operativi in Italia e all'estero.
Attualmente comanda il reparto il Col. pil. Domenico Di Biase

## La flotta

### P166DL3

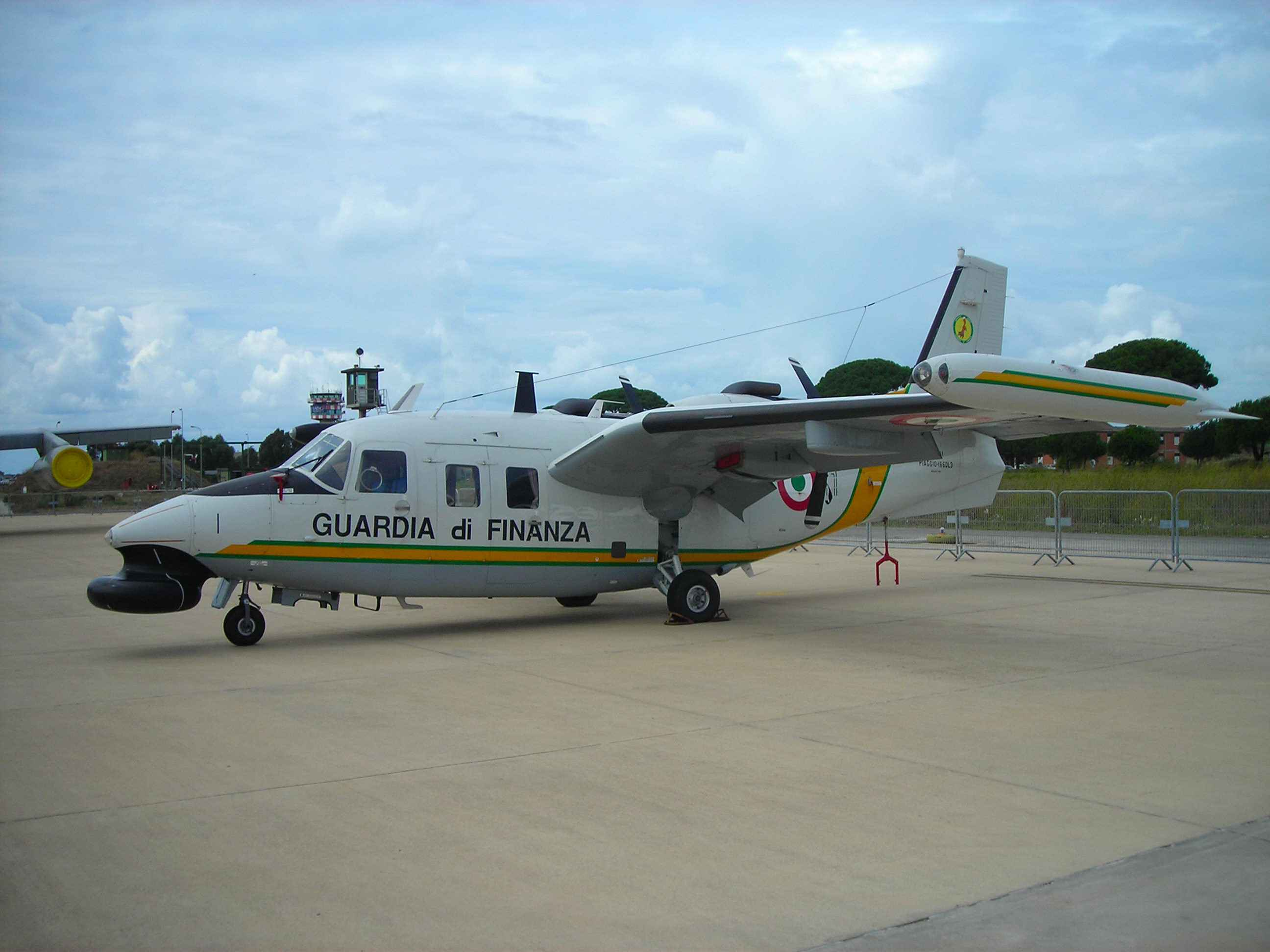
P166-DL3

È il primo velivolo assegnato al GEA nel 1990, il primo vettore equipaggiato con sistema di missione dedicato al pattugliamento marittimo, protagonista indiscusso delle gloriose operazioni di esordio del reparto aereo ad ala fissa della Guardia di Finanza. Oggigiorno è quasi esclusivamente destinato all'attività di formazione del personale navigante. Su questa macchina infatti, gli aspiranti piloti della Guardia di Finanza concludono l'ultima fase addestrativa volta al conseguimento del brevetto di pilota militare presso il 70º Stormo dell'Aeronautica Militare.
- Dimensioni:

apertura alare	14,69 m 

lunghezza	12,38 m 

altezza	5 m 

peso massimo al decollo	4300 kg 

carico utile	1100 kg 

equipaggio operativo	2 piloti; 1 operatore di sistema; 1 tecnico di volo 

passeggeri	8
- Prestazioni:

tangenza massima	24000 ft 

velocità massima di crociera	225kts 

autonomia oraria	4h 

autonomia chilometrica	720 nm

### P166DP1

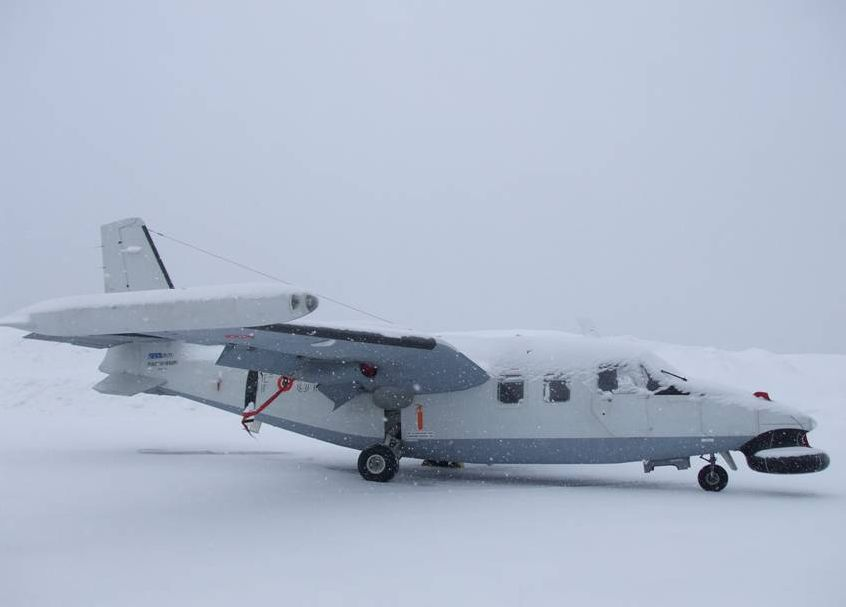
P166-DP1

È l'evoluzione del P166DL3, nato da uno studio richiesto dal GEA, teso a mantenere una linea di volo operativa a medio raggio attraverso l'ammodernamento della precedente versione del velivolo, in termini avionici, di motorizzazione e di sistema di missione. Attualmente sono stati consegnati i primi 7 di un totale di otto velivoli.
- Dimensioni:

apertura alare	14,69 m 

lunghezza	12,39 m 

altezza	5 m 

peso massimo al decollo	4500 kg 

carico utile	1390 kg 

equipaggio operativo	2 piloti; 1 operatore di sistema; 1 tecnico di volo 

passeggeri	3
- Prestazioni:

tangenza massima	24000 ft 

velocità massima di crociera	210kts 

autonomia oraria	5h 

autonomia chilometrica	950 nm

### ATR42MP

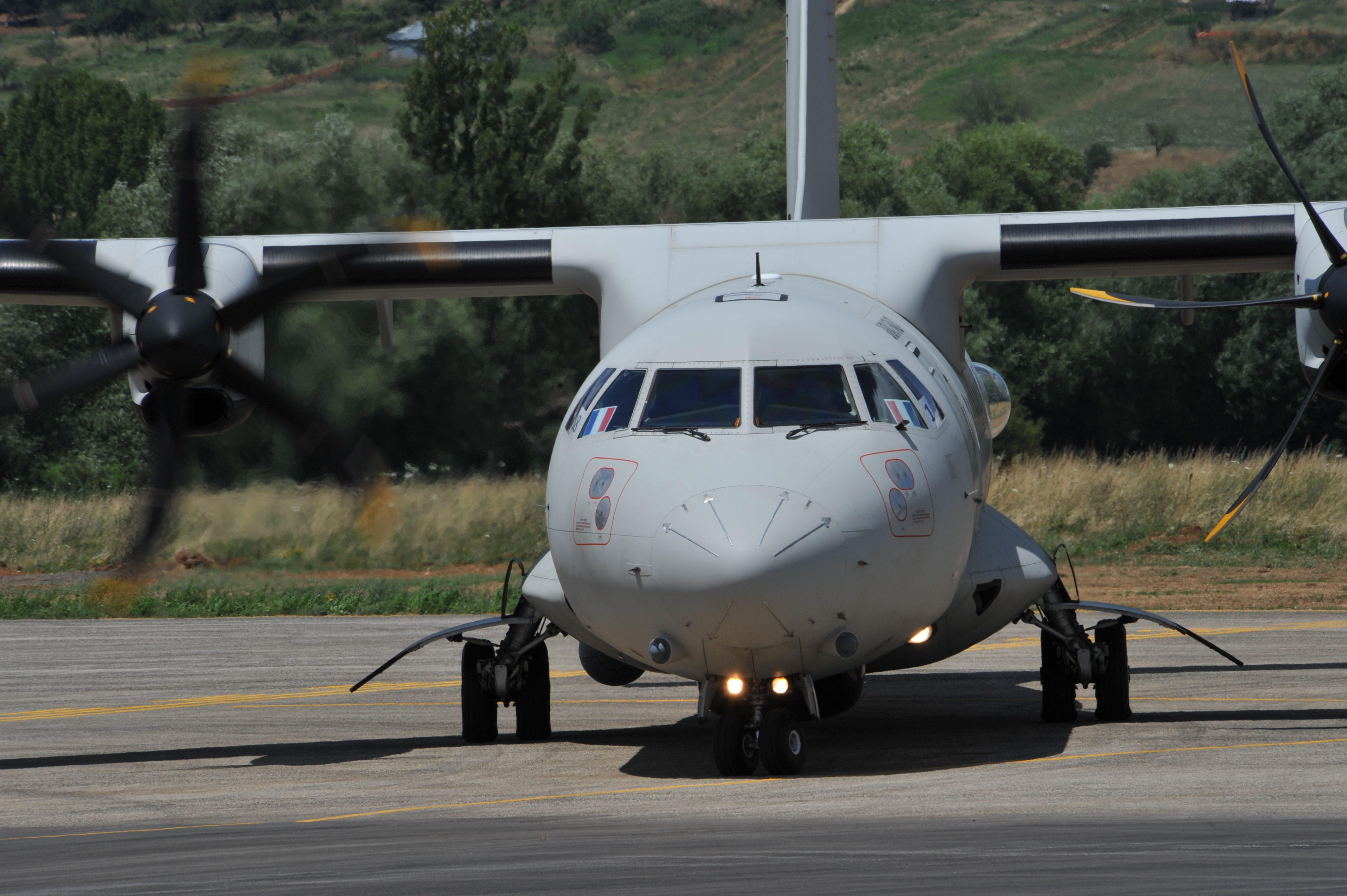
ATR42-MP

Immesso in servizio nel 1996, è il vettore principalmente utilizzato dal GEA nell'attività di pattugliamento operativo a largo raggio. Attualmente il reparto dispone di 4 aeromobili di cui due di recente assegnazione con motorizzazione potenziata (ATR42MP 500). La sua versatilità consente una rapida riconfigurazione in versione da trasporto passeggeri, trasporto truppe, trasporto traumatizzati (medevac), cargo e ricerca e soccorso (sar). Grazie alla dotazione di un sistema di missione di elevatissimo livello tecnologico (ATOS), il velivolo è in grado di svolgere l'attività di ricerca su ampia scala e l'investigazione dei natanti sospetti in maniera occulta.
- Dimensioni:

apertura alare	24,57 m 

lunghezza	22,67 m 

altezza	7,75 m 

peso massimo al decollo	18600 kg 

carico utile	4800 kg 

equipaggio operativo	2 piloti; 2 operatori di sistema; 1 tecnico di volo 

passeggeri	48 
- Prestazioni:

tangenza massima	25000 ft 

velocità massima di crociera	250kts 

autonomia oraria	7h 

autonomia chilometrica	1300 nm

### P180 “Avanti II"

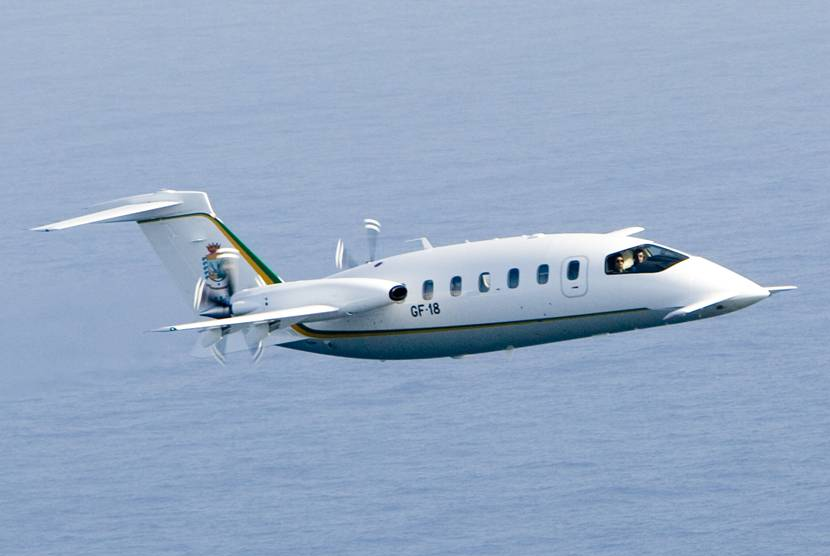
P-180 Avanti II

Ultimo nato della ditta Piaggio Aereo che ha riscosso un clamoroso successo nel settore dell'aviazione civile di classe “executive” per le alte prestazioni garantite a fronte di bassissimi costi di gestione, è equipaggiato con un sistema avionico di ultima generazione denominato “Proline 21”. Il GEA ha messo in linea due aeromobili di questo tipo dal 2007 e li ha destinati alle missioni di supporto tattico in operazioni.
- Dimensioni:

apertura alare	13,84 m 

lunghezza	14,41 m 

altezza	3,98 m 

peso massimo al decollo	5239 kg 

carico utile	1919 kg 

equipaggio operativo	2 piloti; 1 tecnico di volo 

passeggeri	9
- Prestazioni:

tangenza massima:	41000 ft 

velocità massima di crociera:	350kts 

autonomia oraria:	4h 

autonomia chilometrica:	1400 nm

## Operazioni
Il Gruppo esplorazione aeromarittima rappresenta, a partire dagli anni novanta, il mezzo attraverso il quale il corpo della Guardia di Finanza ha allargato il suo campo d'azione nell'esercizio dei propri compiti istituzionali. Il reparto di volo infatti, oltre a garantire una capacità di intervento sull'intero bacino del Mediterraneo, ha costituito l'efficace strumento attraverso il quale le Fiamme Gialle si sono proposte oltre i confini dell'Unione europea, in un'attività operativa di iniziativa e di supporto su richiesta degli altri Paesi membri.
Riscuotendo il plauso delle più alte cariche dello Stato per le pregevoli operazioni di servizio compiute e per gli eccezionali risultati raggiunti, il GEA ha operato in molteplici settori operativi: lotta all'immigrazione clandestina, contrasto al traffico di stupefacenti, prevenzione e repressione del contrabbando, contrasto al traffico di armi, attività di polizia ambientale tramite l'impiego di sensori aviotrasportati. A partire dagli anni novanta fino ad oggi, infatti, ogni anno è costellato di operazioni di servizio che hanno contribuito ad accrescere il prestigio del Corpo in ambito nazionale ed internazionale.

### Immigrazione clandestina
Doveroso citare, in primo luogo, l'impiego in Senegal: il reparto di volo, nell'ambito dell'operazione di cooperazione internazionale “HERA”, è stato impegnato, per quattro anni circa, in missioni operative tese al contrasto del fenomeno dell'immigrazione clandestina dalle coste dell'Africa Occidentale alle isole Canarie.
Sempre nel settore del contrasto al fenomeno dell'immigrazione clandestina, che in questo momento storico costituisce un'area di notevole criticità sul piano sociopolitico che investe l'intera Comunità europea, il GEA si è distinto in innumerevoli missioni di volo, intervenendo efficacemente nella repressione del fenomeno criminoso, svolgendo contestualmente un'insostituibile attività di soccorso di riconosciuta valenza umanitaria. Nel 2007 il GEA è stato protagonista di una complessa missione operativa denominata “CENGIZHAN”, primo caso di fermo e sequestro di una “nave madre” dedita al trasbordo di migranti clandestini su scafi veloci diretti verso le coste italiane.

### Traffici illeciti
Il Gea è quotidianamente chiamato a confrontarsi con l'elevata “professionalità” delle emergenti organizzazioni criminali. In acque internazionali, navi di grosso tonnellaggio (“navi madri”) battenti bandiera estera operano il trasbordo di ingenti quantitativi di tabacchi lavorati esteri e di sostanze stupefacenti su potenti motoscafi o insospettabili pescherecci, il cui compito è quello di scaricare la merce sulle coste italiane.
La Convenzione di Montego Bay, in particolare, che, in deroga al principio generale della potestà esclusiva dello Stato di Bandiera sull'imbarcazione navigante in alto mare, riconosce allo Stato costiero la possibilità di applicare gli istituti della “Presenza Costruttiva” e del conseguente “Diritto di Inseguimento” a protezione degli interessi nazionali(art.111).
In questo ambito si inserisce l'operazione “JANET”, del 1999. Primo caso in cui è stato riconosciuto l'istituto della Presenza Costruttiva senza procedere al fermo del motoscafo che aveva caricato dalla nave madre, conclusosi con il sequestro di una motonave e di 2.935 kg di T.L.E.
Non si possono non ricordare le operazioni “TESTA ROSSA” e  “VALIANT”.  La prima, portata a termine nel 2007 con il sequestro di 5.306 kg di droga e di un peschereccio. La seconda, anno 2003, condotta in territorio spagnolo ed italiano, in collaborazione con le autorità iberiche, culminata con il sequestro di un motoyacht e di 11.060 kg di droga.
Importante anche l'operazione “OMBRA”, esordio operativo del GEA nello scenario operativo del contrasto traffico internazionale di stupefacenti e testimonianza principe del coraggio e della professionalità che contraddistingiono gli uomini del Reparto. Perfezionata l'operazione di individuazione ed intercettazione di un target in prossimità del litorale di Pratica di Mare, l'equipaggio di volo, appena atterrato, si dirigeva sul punto di sbarco per procedere all'arresto di nr. 10 responsabili ed al sequestro di 4.166 kg di sostanze stupefacenti.
Negli ultimi anni anche l'oceano Atlantico è entrato a far parte dello scenario operativo del GEA in materia di stupefacenti. Due le operazioni di servizio di rilievo, coordinate dal Marittime Analysis And Operation Center di Lisbona: la prima, la storica "operazione Albatros", conclusasi nel febbraio del 2009 con il sequestro record di oltre 5.500 kg di cocaina e l'arresto di 5 persone; la seconda, l'operazione Devop, del dicembre 2009, che ha consentito l'arresto di 7 persone ed il sequestro di 1000 kg di cocaina nascosti a bordo della motonave "Destiny Empress".

### Polizia ambientale

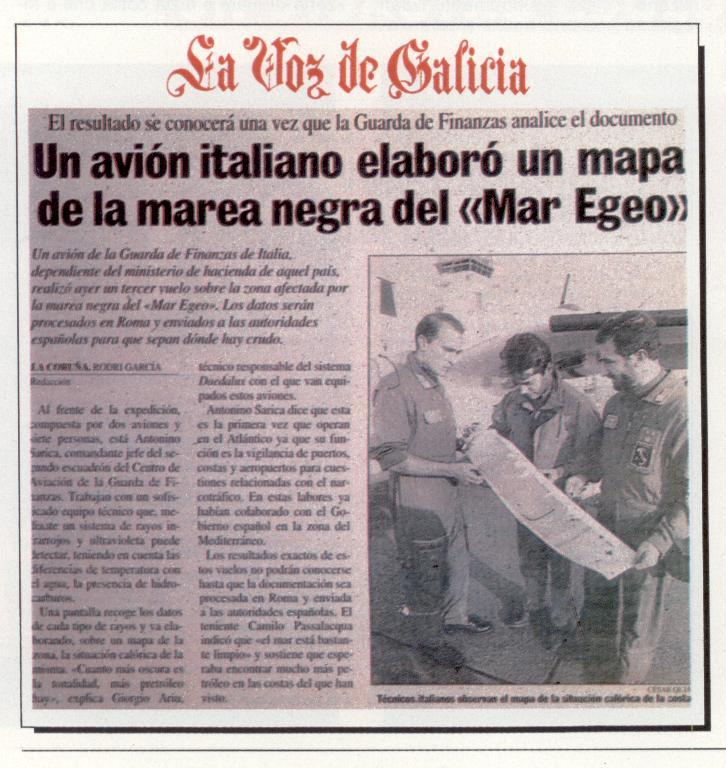
La Voz de Galizia

Degno di nota l'impegno del GEA nel settore della polizia ambientale. Il velivolo P166DL3 dispone di uno scanner bispettrale denominato “Daedalus” che, captando le differenze di temperatura e di riflessione della luce su una data porzione di mare, è in grado di individuare l'eventuale presenza di agenti inquinanti. A tal riguardo, doveroso ricordare la missione effettuata nel lontano 1992 in Spagna, nella regione della Galizia, in occasione del disastro ecologico conseguente al naufragio della petroliera “Aegean Sea”. La Guardia di Finanza rispose all'appello dell'allora ministro dei Trasporti e dei Lavori Pubblici spagnolo, inviando le unità aeree del GEA pronte nell'individuare l'area contaminata dagli idrocarburi riversati dalla nave naufragata, partecipando successivamente alle operazioni di disinquinamento.

## Altre attività di interesse
Il Gruppo dispone di istruttori di specialità che curano personalmente l'addestramento del personale del reparto. La formazione dei futuri piloti e operatori di sistema avviene, per quanto possibile, con l'impiego dei simulatori e “on job training”, modalità che permette di far coincidere attività operativa ed esigenze addestrative, coniugando un percorso formativo professionalmente valido con un notevole contenimento dei costi.
I velivoli dispongono di sistemi di missione all'avanguardia, che costituiscono un vero e proprio punto di riferimento nel settore. Ciò ha portato il personale del reparto di volo a prendere parte a diversi air-show e saloni internazionali contribuendo a far conoscere l'elevata tecnologia delle industrie italiane in tutto il mondo. Malaysia, Francia, Regno Unito, Malta e Libia rappresentano solo alcune delle sedi delle manifestazioni di maggior interesse nel settore aeronautico che hanno visto la partecipazione del Corpo.
L'alta esperienza maturata dal personale del GEA ha portato le industrie costruttrici degli aeromobili in dotazione al Reparto, ad avvalersi delle professionalità maturate dai militari (piloti, operatori e specialisti) per concludere test e prove di certificazione. Sintomatica, in tal senso, la partecipazione di un pilota del Gea all'esperienza in territorio finlandese, volta a stabilire i limiti di temperatura per le accensioni in ambiente particolarmente freddo del velivolo P-166 DP1.
Nel corso della quotidiana attività di volo, il Reparto, infine, ha sempre rivolto la propria attenzione alle persone meno fortunate e più bisognose di aiuto, avviando iniziative umanitarie sia in Italia che all'estero. La salvaguardia della sicurezza economico e finanziaria delle frontiere dell'Unione europea si accompagna allo sviluppo di concreti progetti di solidarietà, come nel caso dell'operazione “HERA”. Il costante impiego degli ATR in territorio senegalese rappresenta una splendida occasione per lo sviluppo tangibile di iniziative di carattere umanitario.